# Giveon
Giveon, de son nom complet Giveon Dezmann Evans, né le 21 février 1995 à Long Beach en Californie, est un chanteur de RnB et auteur-compositeur-interprète américain.

## Biographie

### Jeunesse et débuts
Giveon Dezmann Evans naît le 21 février 1995 à Long Beach en Californie,. Il commence à écrire des chansons durant son enfance et suit un programme d'études musicales au Grammy Museum.
Il sort ses deux premiers singles, Garden Kisses puis Fields, en 2018. L'année suivante, il assure la première partie de la chanteuse Snoh Aalegra durant la tournée Ugh, A Mini Tour Again.

### Take TimeetWhen It's All Said and Done
Son premier EP, Take Time, sort en mars 2020. Il est nommé dans la catégorie du meilleur album R&B durant la 63e cérémonie des Grammy Awards. En mai 2020, la chanson Chicago Freestyle (en) que Giveon interprète avec le rappeur canadien Drake se classe en quatorzième position du Billboard Hot 100. Il sort son deuxième EP, When It's All Said and Done (en), en octobre 2020.
Sa première compilation, When It's All Said and Done... Take Time, sort en mars 2021. Elle regroupe les chansons de ses deux premiers EP, ainsi que le titre inédit All to Me. Aux États-Unis, la compilation s'écoule à 32 000 exemplaires la semaine de sa sortie et se classe cinquième dans le Billboard 200 et troisième dans le Top R&B/Hip-Hop Albums. La chanson Peaches (en) qu'il interprète avec les chanteurs canadiens Justin Bieber et Daniel Caesar sort le même mois. Aux États-Unis, elle débute à la première place du Billboard Hot 100.

### Give or Take
Le 24 juin 2022, il sort son premier album intitulé Give or Take, incluant les singles For Tonight et Lie Again. 

## Discographie

### Album studio
- 2022 : Give or Take
- 2025 : Beloved

### Compilation
- 2021 : When It's All Said and Done... Take Time

### EPs
- 2020 : Take Time
- 2020 : When It's All Said and Done (en)

## Distinctions

### American Music Awards
| Année | Travail nommé                            | Catégorie                     | Résultat   | Réf.   |
| ----- | ---------------------------------------- | ----------------------------- | ---------- | ------ |
| 2021  | Giveon                                   | Nouvel artiste de l'année     | Nomination | [ 10 ] |
| 2021  | Giveon                                   | Meilleur artiste R&B masculin | Nomination | [ 10 ] |
| 2021  | Peaches                                  | Collaboration de l'année      | Nomination | [ 10 ] |
| 2021  | When It's All Said and Done... Take Time | Meilleur album R&B            | Nomination | [ 10 ] |
| 2021  | Heartbreak Anniversary                   | Meilleure chanson R&B         | Nomination | [ 10 ] |

### BET Awards
| Année     | Travail nommé | Catégorie                         | Résultat   | Réf.   |
| --------- | ------------- | --------------------------------- | ---------- | ------ |
| 2021 (en) | Giveon        | Meilleur nouvel artiste           | Lauréat    | [ 11 ] |
| 2021 (en) | Giveon        | Meilleur artiste masculin R&B/pop | Nomination | [ 11 ] |
| 2022 (en) | Giveon        | Meilleur artiste masculin R&B/pop | Nomination | [ 12 ] |

### Billboard Music Awards
| Année     | Travail nommé                            | Catégorie                     | Résultat   | Réf.   |
| --------- | ---------------------------------------- | ----------------------------- | ---------- | ------ |
| 2021 (en) | Giveon                                   | Meilleur nouvel artiste       | Nomination | [ 13 ] |
| 2021 (en) | Giveon                                   | Meilleur artiste R&B          | Nomination | [ 13 ] |
| 2021 (en) | Giveon                                   | Meilleur artiste R&B masculin | Nomination | [ 13 ] |
| 2021 (en) | When It's All Said and Done... Take Time | Meilleur album R&B            | Nomination | [ 13 ] |
| 2021 (en) | Peaches                                  | Meilleure collaboration       | Nomination | [ 13 ] |
| 2021 (en) | Peaches                                  | Meilleure chanson R&B         | Nomination | [ 13 ] |
| 2021 (en) | Heartbreak Anniversary                   | Meilleure chanson R&B         | Nomination | [ 13 ] |

### Grammy Awards
| Année | Travail nommé          | Catégorie                 | Résultat   | Réf.   |
| ----- | ---------------------- | ------------------------- | ---------- | ------ |
| 2021  | Take Time              | Meilleur album R&B        | Nomination | [ 14 ] |
| 2022  | Justice                | Album de l'année          | Nomination | [ 14 ] |
| 2022  | Peaches                | Enregistrement de l'année | Nomination | [ 14 ] |
| 2022  | Peaches                | Chanson de l'année        | Nomination | [ 14 ] |
| 2022  | Peaches                | Meilleure prestation R&B  | Nomination | [ 14 ] |
| 2022  | Peaches                | Meilleur clip             | Nomination | [ 14 ] |
| 2022  | Heartbreak Anniversary | Meilleure chanson R&B     | Nomination | [ 14 ] |

### iHeartRadio Music Awards
| Année     | Travail nommé          | Catégorie                   | Résultat   | Réf.   |
| --------- | ---------------------- | --------------------------- | ---------- | ------ |
| 2022 (en) | Giveon                 | Artiste R&B de l'année      | Nomination | [ 15 ] |
| 2022 (en) | Giveon                 | Meilleur nouvel artiste R&B | Lauréat    | [ 15 ] |
| 2022 (en) | Giveon                 | Meilleur nouvel artiste pop | Nomination | [ 15 ] |
| 2022 (en) | Peaches                | Chanson de l'année          | Nomination | [ 15 ] |
| 2022 (en) | Peaches                | Meilleure collaboration     | Nomination | [ 15 ] |
| 2022 (en) | Peaches                | Meilleur clip               | Nomination | [ 15 ] |
| 2022 (en) | Heartbreak Anniversary | Chanson R&B de l'année      | Nomination | [ 15 ] |

### Juno Awards
| Année     | Travail nommé | Catégorie          | Résultat   | Réf.   |
| --------- | ------------- | ------------------ | ---------- | ------ |
| 2022 (en) | Peaches       | Chanson de l'année | Nomination | [ 16 ] |

### MTV Europe Music Awards
| Année | Travail nommé | Catégorie               | Résultat   | Réf.   |
| ----- | ------------- | ----------------------- | ---------- | ------ |
| 2021  | Giveon        | Meilleur nouvel artiste | Nomination | [ 17 ] |
| 2021  | Peaches       | Meilleure chanson       | Nomination | [ 17 ] |
| 2021  | Peaches       | Meilleur clip           | Nomination | [ 17 ] |

### MTV Video Music Awards
| Année | Travail nommé          | Catégorie                    | Résultat   | Réf.   |
| ----- | ---------------------- | ---------------------------- | ---------- | ------ |
| 2021  | Giveon                 | Meilleur nouvel artiste      | Nomination | [ 18 ] |
| 2021  | Peaches                | Meilleure collaboration (en) | Nomination | [ 18 ] |
| 2021  | Peaches                | Meilleure vidéo pop          | Lauréat    | [ 18 ] |
| 2021  | Peaches                | Meilleur montage             | Nomination | [ 18 ] |
| 2021  | Peaches                | Chanson de l'été (en)        | Nomination | [ 18 ] |
| 2021  | Heartbreak Anniversary | Chanson de l'été (en)        | Nomination | [ 18 ] |
| 2021  | Heartbreak Anniversary | Meilleure vidéo R&B (en)     | Nomination | [ 18 ] |

### NAACP Image Awards
| Année     | Travail nommé                            | Catégorie                 | Résultat   | Réf.   |
| --------- | ---------------------------------------- | ------------------------- | ---------- | ------ |
| 2021 (en) | Giveon                                   | Meilleur nouvel artiste   | Nomination | [ 19 ] |
| 2022 (en) | Giveon                                   | Meilleur artiste masculin | Nomination | [ 20 ] |
| 2022 (en) | When It's All Said and Done... Take Time | Meilleur album            | Nomination | [ 20 ] |

### NRJ Music Awards
| Année | Travail nommé | Catégorie                         | Résultat   | Réf.   |
| ----- | ------------- | --------------------------------- | ---------- | ------ |
| 2021  | Peaches       | Chanson internationale de l'année | Nomination | [ 21 ] |

### Soul Train Music Awards
| Année     | Travail nommé                            | Catégorie                               | Résultat   | Réf.   |
| --------- | ---------------------------------------- | --------------------------------------- | ---------- | ------ |
| 2020 (en) | Giveon                                   | Meilleur nouvel artiste (en)            | Nomination | [ 22 ] |
| 2021 (en) | Giveon                                   | Meilleur artiste masculin R&B/soul (en) | Lauréat    | [ 23 ] |
| 2021 (en) | When It's All Said and Done... Take Time | Album de l'année                        | Nomination | [ 23 ] |